# Спикер палаты общин
Спикер палаты общин (англ. Speaker of the House of Commons) — председатель палаты общин, нижней палаты парламента Великобритании. Данная должность появилась в 1377 году.

## Обязанности
Спикер — важное должностное лицо палаты общин. Он председательствует в палате, следит за соблюдением правил парламентской процедуры, представляет палату в ее внешних сношениях с должностными лицами, другими государственными учреждениями, верхней палатой британского парламента. На его имя адресуются вся корреспонденция, направляемая палате. Большая часть прав и обязанностей спикера регламентируется правовым обычаем.
Спикер избирается нижней палатой из числа ее членов (англ. MPs) в начале срока полномочий парламента нового созыва. По традиции он регулярно переизбирается и занимает должность вплоть до ухода в отставку или смерти (после отставки он по обычаю становится пэром). В последний раз не был переизбран спикер Маннерс-Саттон в 1835 году.
По традиции после голосования выбранного спикера члены палаты общин тащат к председательскому месту, а он делает вид, что сопротивляется. Этот обычай связан с функцией спикера передавать мнения палаты общин монарху. Раньше, если король или королева не соглашались с палатой, спикер мог лишиться жизни.
Депутат, занимающий должность спикера, не может быть членом какой-либо политической партии. В случае возникновения вакансии кандидатура нового спикера предлагается правительством (после консультации с оппозицией). На должность спикера выдвигаются опытные парламентарии (некоторые из них занимали посты в правительстве). Политический деятель, кандидатура которого предлагается на должность спикера, прерывает членство в своей партии. Поскольку же спикер по своему статусу является депутатом, как говорилось выше, он подлежит переизбранию на каждых очередных парламентских выборах. Однако в избирательном округе не выдвигаются другие кандидаты. Спикер должен быть вне политики и отстранен от участия в партийных спорах. В случае нарушения им принципа беспристрастности любой депутат вправе внести в палату предложение с критикой спикера (хотя вообще критика спикера не допускается).
Спикер не принимает участия в дебатах, не может обращаться с вопросами к министру. Он голосует только в том случае, если голоса депутатов разделились поровну.